# کنفرانس جهانی زنان ۱۹۹۵
چهارمین کنفرانس جهانی زنان: اقدام برای برابری، توسعه و صلح نام همایشی بود که توسط سازمان ملل متحد از تاریخ ۴ تا ۱۵ سپتامبر ۱۹۹۵ در شهر پکن و در کشور چین تشکیل شد.

## پیشینه

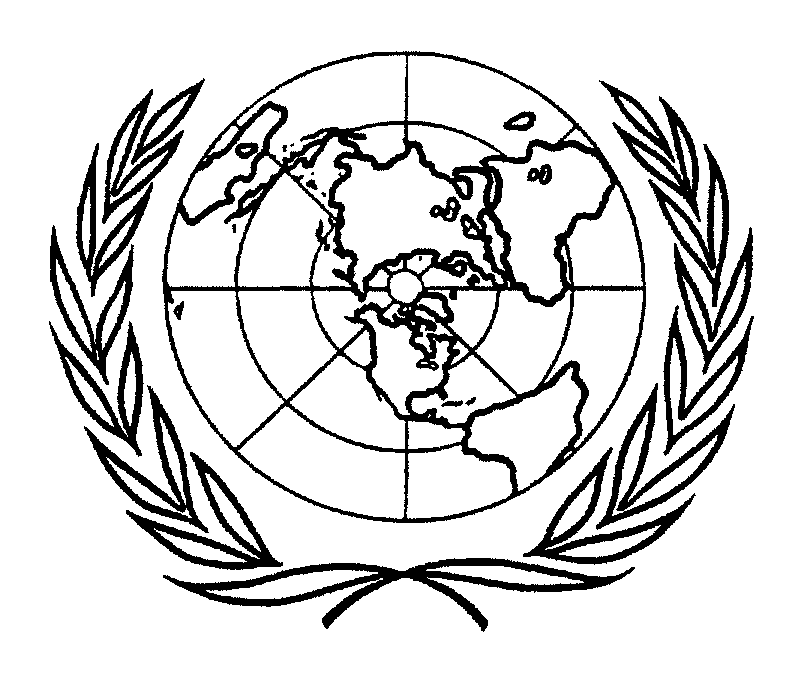
لوگوی منشور ملل متحد

منشور ملل متحد(۱۹۴۵) شامل مقررات برای برابری بین مردان و زنان (فصل هفتم، ماده ۸) بود. متعاقباً از سال ۱۹۴۵ تا ۱۹۷۵ بسیاری از مقامات رسمی زن که در سازمان ملل بودند و همچنین رهبری جنبش‌های زنان در سطح جهانی را بر عهده داشتند تلاش کردند تا این اصول را به عمل تبدیل کنند و مجمع عمومی سازمان ملل متحد یک قطعنامه را تصویب کرد. (قطعنامهٔ ۳۰۱۰) که به موجب آن سال ۱۹۷۵ سال بین‌المللی زنان  نام گرفت. در دسامبر ۱۹۷۵ مجمع عمومی سازمان ملل متحد قطعنامهٔ دیگری را تصویب کرد (قطعنامه ۳۱/۱۳۶) که بر مبنای آن سالهای ۱۹۷۶–۱۹۸۵ باید «دهه زنان» باشد.